# Philipp De Ponti

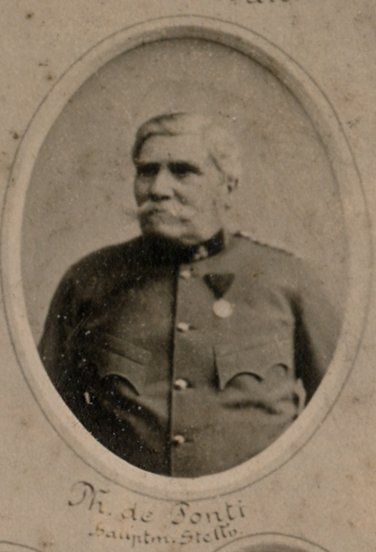
Philipp De Ponti (1908)
(Bezirksmuseum Ottakring)

Philipp De Ponti (* 18. August 1842 in Neulerchenfeld, heute ein Stadtteil Wiens; † 4. August 1918 in Wien) war ein k.k. privilegierter Harmonika- und Harmoniumbauer in Ottakring. Weiters war er auch Hauptmann-Stellvertreter der Freiwilligen Feuerwehr in Ottakring.

## Leben

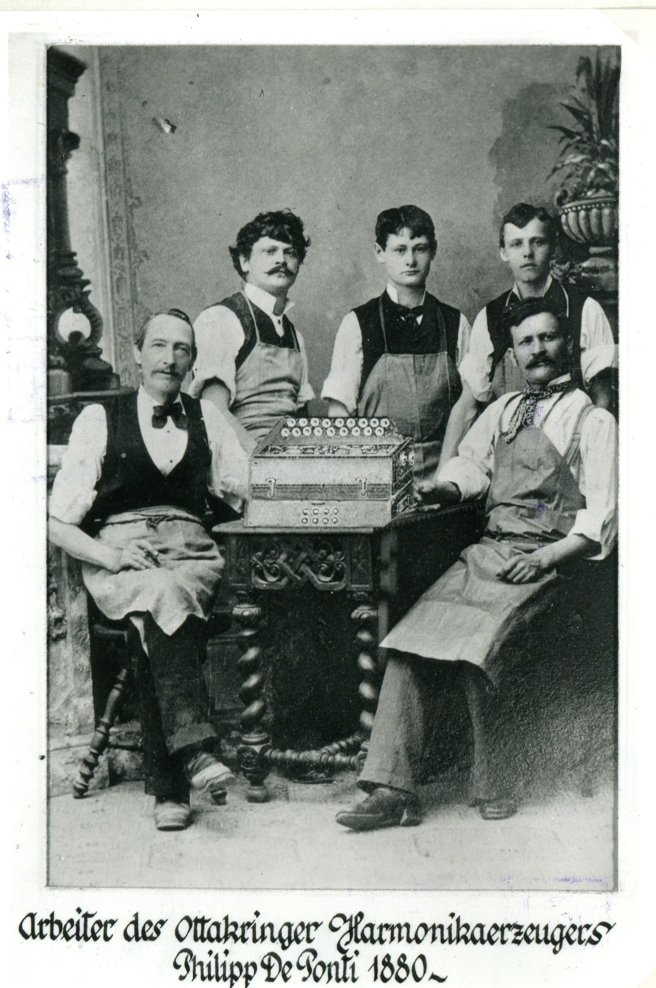
Arbeiter der Harmonikamacherei Philipp De Ponti (1880) (Bezirksmuseum Ottakring)

Philipp De Ponti wurde in Neulerchenfeld, bis 1891 eine eigenständige Gemeinde im heutigen 16. Wiener Gemeindebezirk Ottakring, geboren. Sein Vater Friedrich De Ponti (* 1812) war ein Harmonikamacher aus Mariahilf. In Mariahilf wohnte und arbeitete auch der bekannte Instrumentenbauer Cyrill Demian (1772–1847). Cyrill Demian wird auch als Vater des „Accordions“ bezeichnet. Es ist nicht bekannt, ob es eine Verbindung zwischen Friedrich De Ponti und Cyrill Demian gab. Friedrich De Ponti führte wichtige Verbesserungen an diesem Instrument ein, wie der bekannte Wiener Harmonikaspieler Paul Dietrich (1888 – 1938) bestätigte. Paul Dietrich beschäftigte sich neben seiner Tätigkeit als Musikant auch mit der Entstehung und dem Werdegang der Harmonika.

### Harmonikamacherei De Ponti in Ottakring
Friedrich De Ponti gründete 1836 in Ottakring, Hauptstraße Nr. 145 (seit 1894 Ottakringer Straße) eine Harmonika Werkstätte. Er erzeugte außerdem selbstspielende Musikmaschinen sowie Kunst- und Spieluhren Sein Sohn Philipp De Ponti erlernte ebenfalls den Beruf des Harmonikamachers. Nach dem Tod von Friedrich de Ponti übernahm sein Sohn Philipp die Werkstätte. Philipp De Ponti durfte sich später auch k.k. privilegierter Harmonium- und Harmonikaerzeuger nennen. Neben einer Vielzahl an Instrumenten produzierte er auch Harmonikas für Kinder in verschiedenen Ausführungen und spezialisierte sich auf die Erzeugung von Melotons (Musik-Spielautomaten). Seine Produkte wurden in den Ländern der damaligen Österreichisch-Ungarischen Monarchie und darüber hinaus verkauft. Gegen 1880 übersiedelte Philipp De Ponti seine Firma in die Sterngasse Nr. 11 (seit 1884 Wattgasse). Nach dem Tod von Philipp De Ponti im Jahre 1918 führte sein Sohn Richard De Ponti (1880–1975) die Firma weiter. Richard war ebenfalls ein Harmonikamacher, Instrumentenbauer und Musikmaschinist. In seiner Werkstätte wurden Harmonikas, Spieluhren, Drehorgeln, Leierkästen, automatische Klaviere und andere Instrumente hergestellt. Nach seiner Heirat 1921 verlegte er seine Werkstätte in die Wilhelminenstraße Nr. 102 in Ottakring. Im Jahre 1955 ging er in Pension.

### Joseph Haydn Flötenuhren
Eine Flötenuhr hat ein mechanisches Uhrwerk, verbunden mit einem kleinen Orgelwerk, das zu einer bestimmten Zeit ein kurzes Musikstück abspielt. Mehrere berühmte Komponisten, wie zum Beispiel Joseph Haydn, schrieben eigene Werke für dieses Instrument. Sehr bekannt sind jene Haydn-Flötenuhren, die vom Pater Primitivus Niemecz (Niemetz) (†1806) gefertigt wurden. Er war Hofkaplan und Bibliothekar der fürstlichen Familie Esterházy sowie Schüler und Freund von Joseph Haydn. Der Musikwissenschaftler Ernst Fritz Schmid (1904 – 1960) berichtet 1932, dass der Uhrmacher A. Schell (1862), der Orgelmacher Franz Maretka (1894) und der Wiener Musikmechaniker Philipp De Ponti (1898) mit Reparaturen und Instandhaltung der Flötenuhr von Pimitivus Nimecz aus dem Jahre 1792 betraut waren. Diese Uhr wurde von Schmid als besonders kostbar beschrieben und war ursprünglich im Besitz der fürstlichen Familie Liechtenstein. Zum 200-jährigen Geburtstag von Joseph Haydn wurden 1932 einige Musikstücke dieser Uhr auf Schellackplatten veröffentlicht. Weiters berichtet Schmid, dass diese Niemecz-Flötenuhr aus dem Jahre 1792 von Philipp De Ponti wieder in Gang gesetzt wurde, wie ihm dessen Sohn Richard mitteilte. Die Erhaltung der Niemecz-Flötenuhr aus dem Folgejahr 1793 oblag dem Musikmechaniker Richard De Ponti. Heute befindet sich dieses Instrument im Museum Speelklock in Utrecht und wurde 2019 im Rahmen einer Sonderausstellung im Haydn-Haus Eisenstadt gezeigt.

### Steinriegler-Marsch
Philipp De Ponti leistete seinen Militärdienst beim k.k. Infanterie-Regiment Nr. 49 ab. Der Regimentskapellmeister Franz Massak schrieb nach einem Aufenthalt in Kärnten den „Wolfsberger Marsch“. Bei einer Stationierung in Triest machte Philipp De Ponti eine Abschrift der Noten dieses Marsches und brachte sie nach Ottakring. Karl De Ponti (* 1872), der älteste Sohn von Philipp, war ebenfalls Harmonikamacher. Er gründete in Ottakring das „Steinriegler-Quartett“. Bei seinen Auftritten spielte es sehr gerne den „Wolfsberger-Marsch“. Nun aber von den „Steinrieglern“ gespielt, wurde er kurzerhand von der Bevölkerung „Steinriegler-Marsch“ genannt. Diesen Marsch kann man auch über Spielorgeln hören, die Philipp de Ponti mit dazugehörigen Musikwalzen anfertigte. Eine solche Salonorgel, die diesen „Steinriegler-Marsch“ spielt, befindet sich im Technischen Museum Wien.

### Ausstellungsstücke
Im Technischen Museum Wien werden einige Instrumente aus der De Ponti Werkstätte aufbewahrt. Da Philipp De Ponti ein leidenschaftlicher Sammler von Instrumenten war, gingen auch andere Sammelstücke, die nicht aus der De Ponti Produktion stammen, ebenfalls an das Technische Museum Wien. In den Schauräumen des Museums kann man eine Salonorgel von Philipp De Ponti besichtigen. Das Bezirksmuseum Ottakring hat einen Schauraum mit der Werkstatt von De Ponti gestaltet, in der auch die letzte von seinem Sohn Richard de Ponti (1880 – 1975) gefertigte Harmonika zu sehen ist.

### Freiwillige Feuerwehr Ottakring
Philipp De Ponti war bereits seit den frühen 1870er Jahren Mitglied der Freiwilligen Feuerwehr Ottakring. 1875 wurde er Oberhornist und 1885 Musikleiter. 1890 wurde er zum Hauptmann Stellvertreter gewählt, und 1901 bekam er neben dem Hauptmann der Freiwilligen Feuerwehr Ottakring, Karl Kantner (1850–1925) die Ehrenmitgliedschaft verliehen. Bis zum Jahre 1912 nahm Philipp De Ponti an über 1000 Einsätzen bei Bränden und Rettungsaktionen teil, bei denen er sich auch erhebliche Verletzungen zuzog. Für seine Leistungen wurde er mehrmals ausgezeichnet. 1910 wurde ihm die goldene Salvatormedaille verliehen. Seine drei Söhne waren ebenfalls aktive Mitglieder der Freiwilligen Feuerwehr in Ottakring.

## Familie

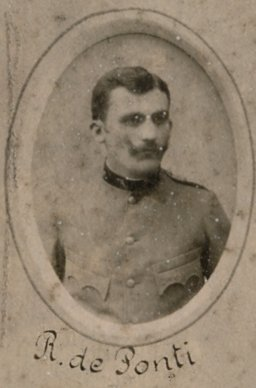
Richard De Ponti (1908)
(Bezirksmuseum Ottakring)

Philipp De Ponti heiratete 1871 in Ottakring Karolina Maria Lang, mit der er eine Tochter und drei Söhne bekam. Ihre Söhne Karl (* 1872), Friedrich (1884–1911) und Philipp Richard (1880–1975) wurden ebenfalls Harmonikamacher. Das Handwerk erlernten sie von ihrem Vater. Philipp De Ponti verstarb am 4. August 1918 und wurde im Familiengrab auf dem Ottakringer Friedhof beigesetzt.

### Richard De Ponti
Richard De Ponti hieß mit dem Taufnamen Philipp Richard. Er verwendete aber hauptsächlich seinen zweiten Vornamen Richard, wahrscheinlich um Verwechslungen mit seinem Vater zu vermeiden. Später nannte er sich allerdings gerne wieder Philipp. 1921 heiratete er Anna Leitner. Sie entstammte einer der ältesten Weinhauerfamilien in Ottakring. Richard zog in das Haus seiner Schwiegereltern in die Wilhelminenstraße und verlegte auch seine Werkstätte dorthin. Neben der Leidenschaft für seinen Beruf pflegte Richard De Ponti den Hochflugtaubensport, damals ein weit verbreitetes Steckenpferd der Wiener Bürger. Nach dem Tod seiner Frau verblieb Richard De Ponti im Haus am Fuße des Wilhelminenberges und betrieb die Harmonikawerkstätte bis zur Pensionierung 1955. Seine Passion, die Leidenschaft zum Instrumentenbau, hat er aber nie ganz aufgegeben. Um die Mundartveränderungen der Wiener zu erforschen und zu dokumentieren, nahm 1962 die Wiener Sprachwissenschaftlerin Maria Hornung (1920 – 2010) Erzählungen von Richard De Ponti auf. In diesem Bericht wird er aber bereits als Philipp De Ponti genannt. Anhand dieser Gespräche gab sie im Heft Nr. 4 „Wiener Geschichtsblätter“ von 1970 einen Einblick in das Handwerksgewerbe der Familie De Ponti vor 1900. Frau Hornung beschreibt in diesem Heft auch die Veränderungen der „Altwienerischen“ Mundart. Richard De Ponti, Wiens letzter Drehorgelbauer, wie er gerne genannt wurde, verstarb am 29. April 1975 und wurde auf dem Ottakringer Friedhof im Familiengrab bestattet. Sein Partezettel lautete auf Philipp De Ponti.

## Bildergalerie

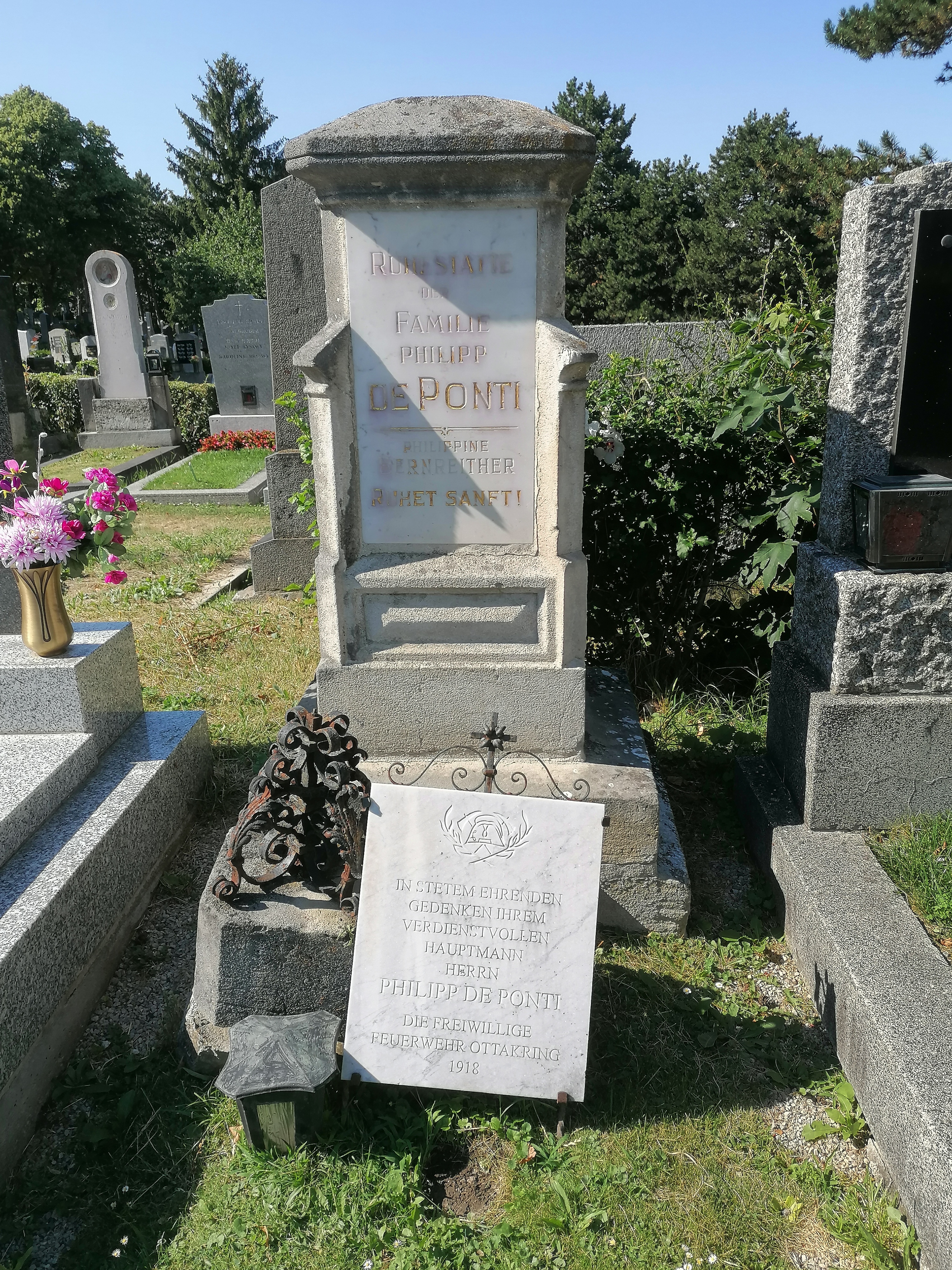
Familiengrab Philipp De Ponti (Ottakringer Friedhof)

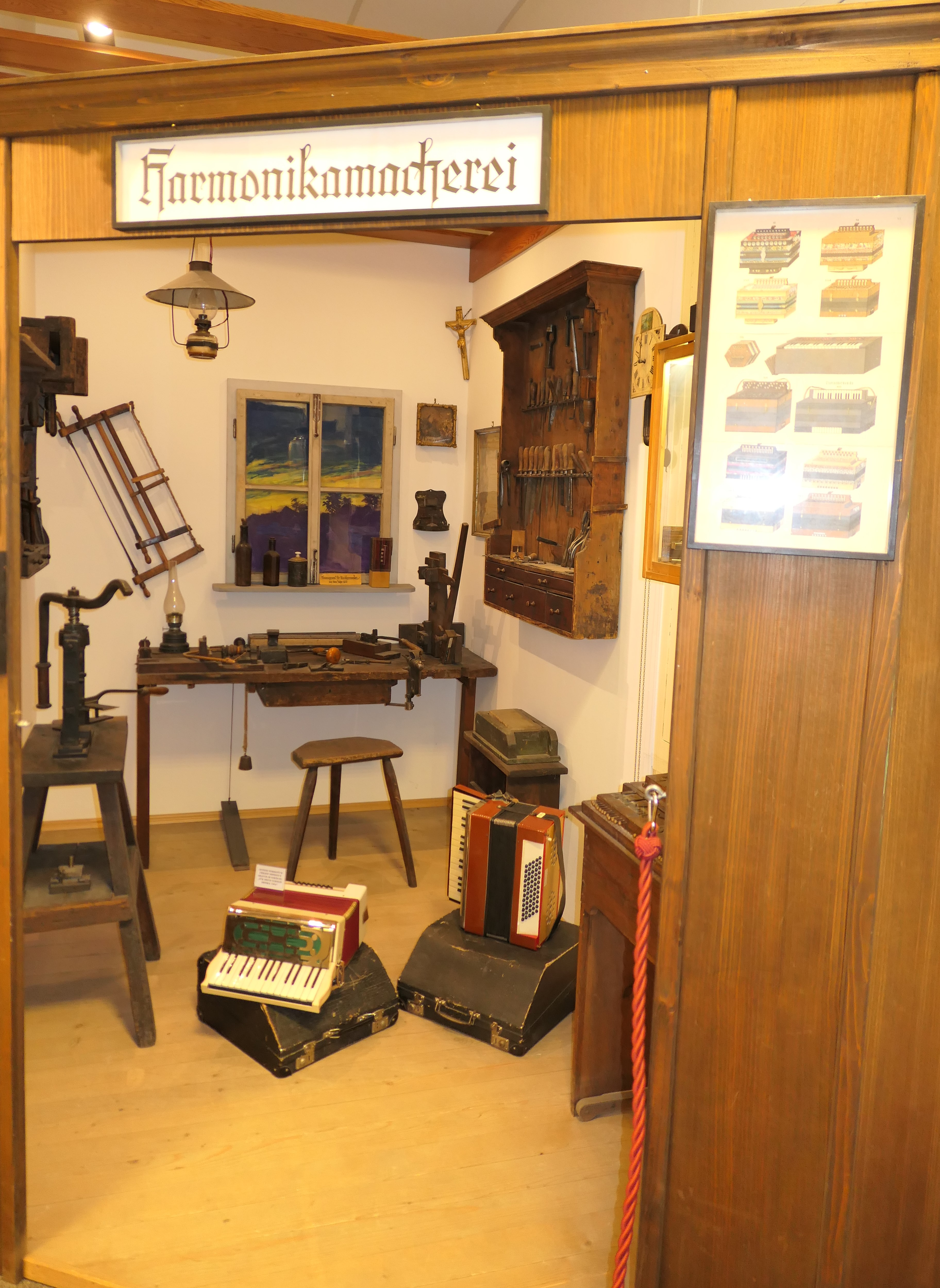
Harmonikamacherei Philipp De Ponti (Schauraum im Bezirksmuseum Ottakring)
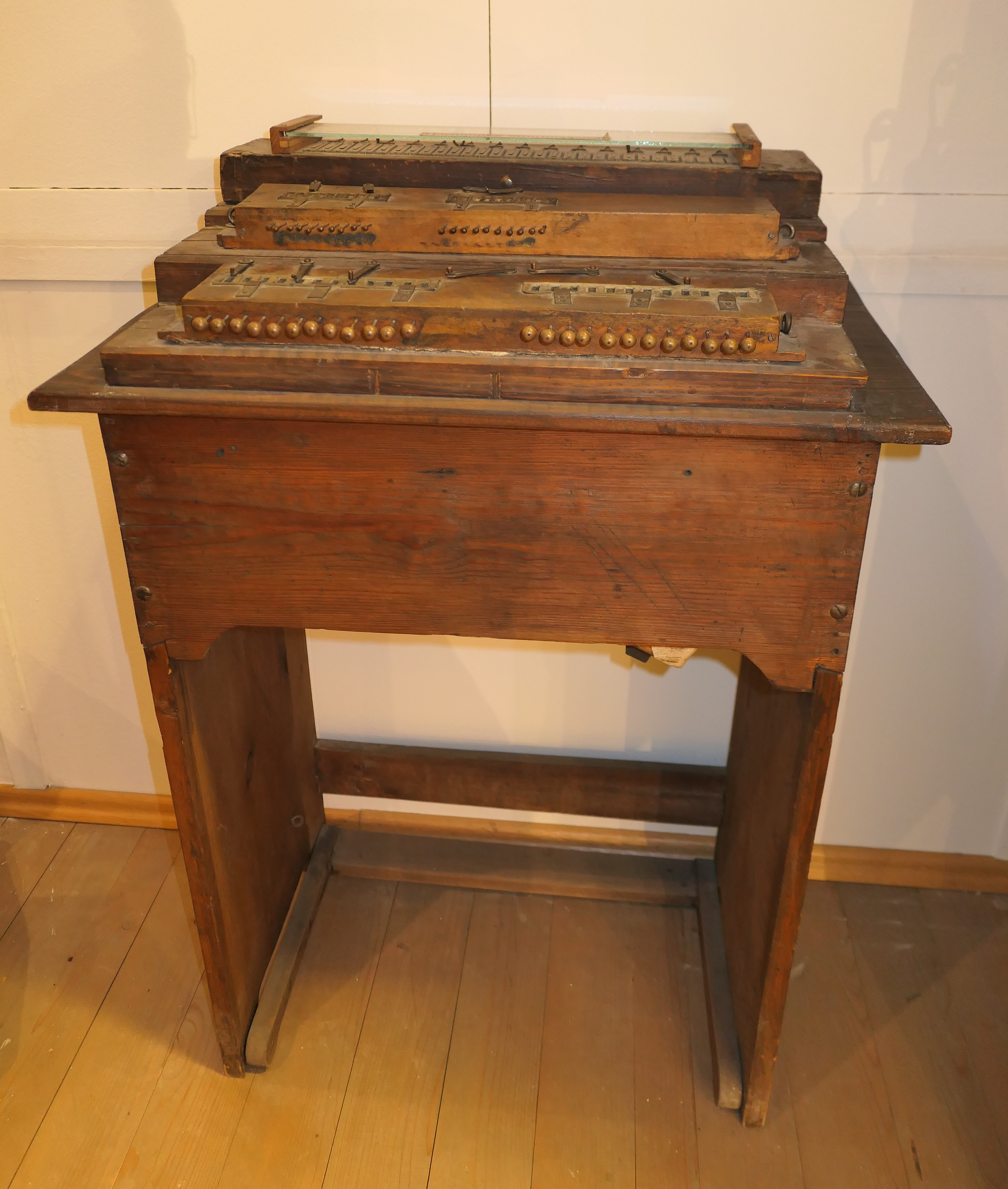
Harmonika Stimmapparat (Bezirksmuseum Ottakring)
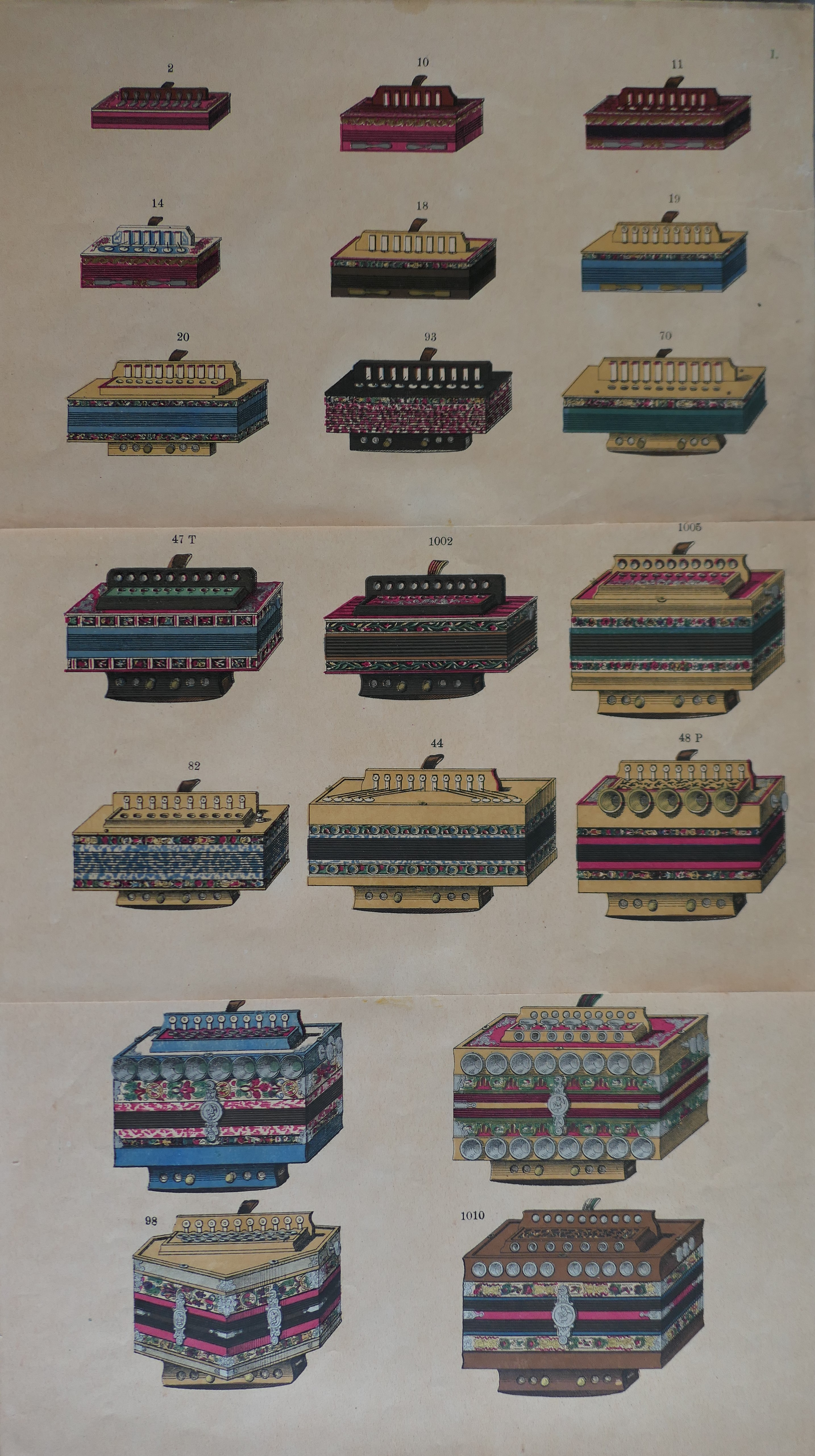
Harmonikamodelle Philipp De Ponti (Bezirksmuseum Ottakring)
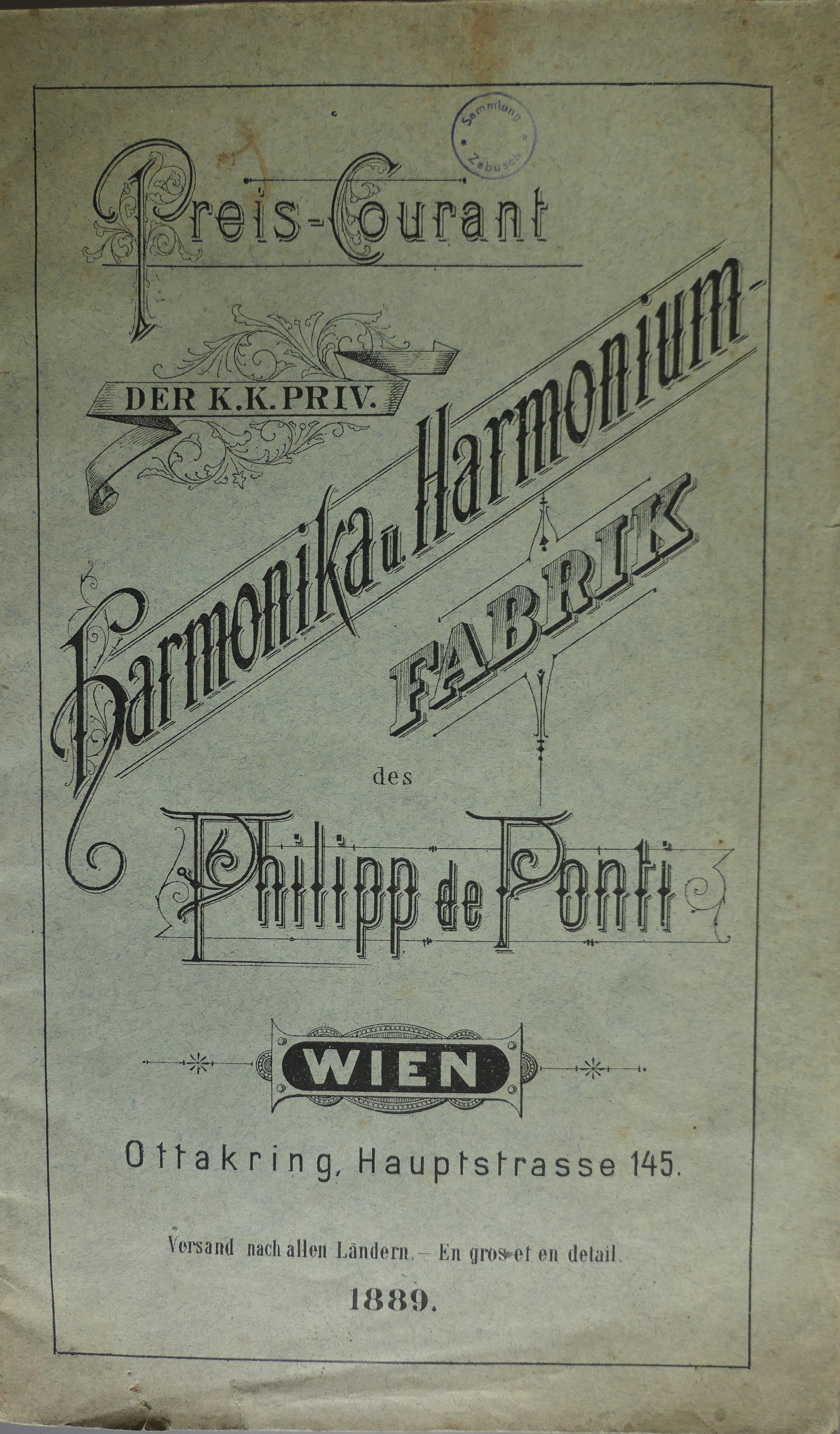
Philipp De Ponti Preiskatalog (1889) (Bezirksmuseum Ottakring)
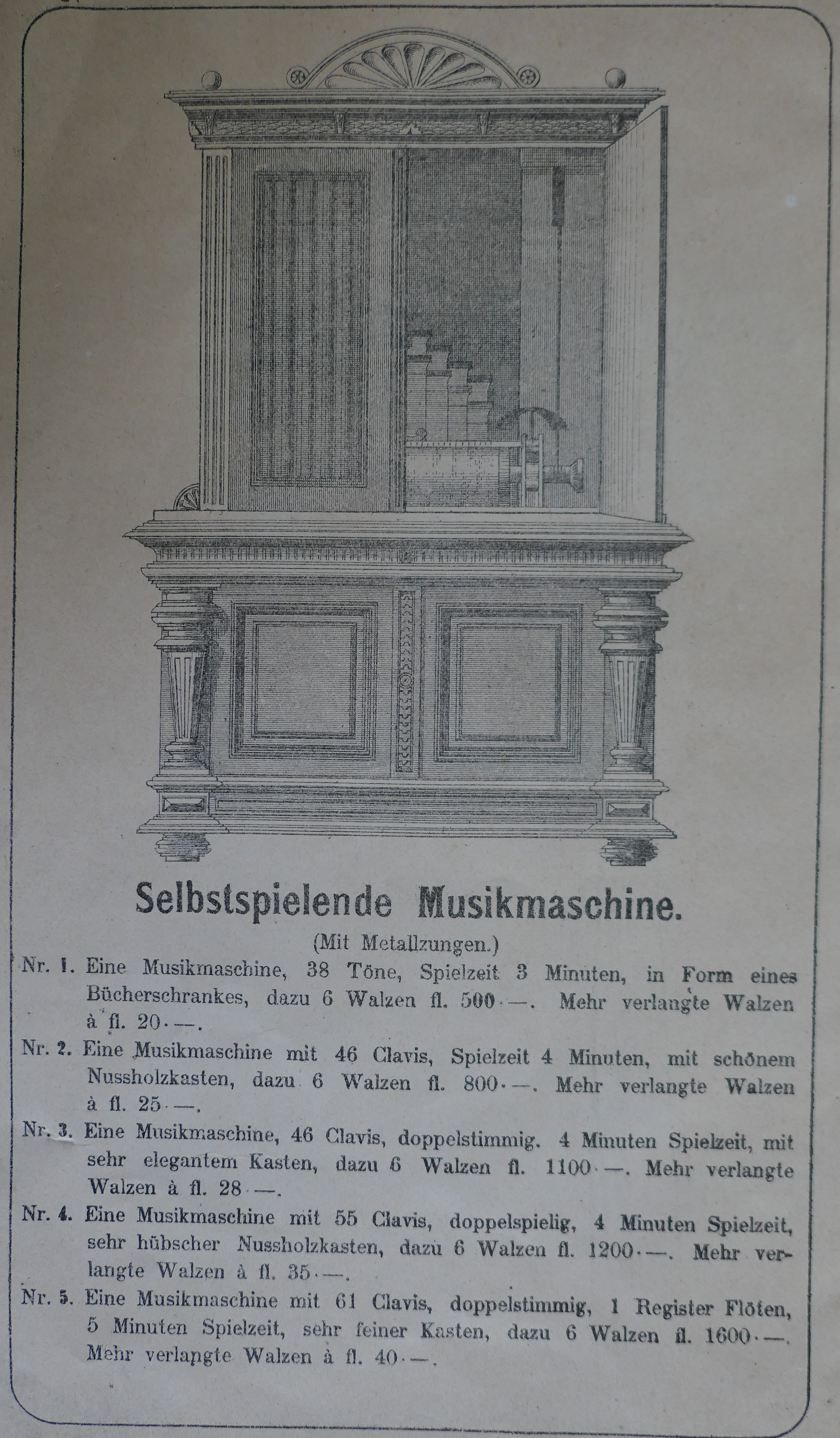
Selbstspielende Musikmaschine Philipp De Ponti (Preisliste 1889) (Bezirksmuseum Ottakring)
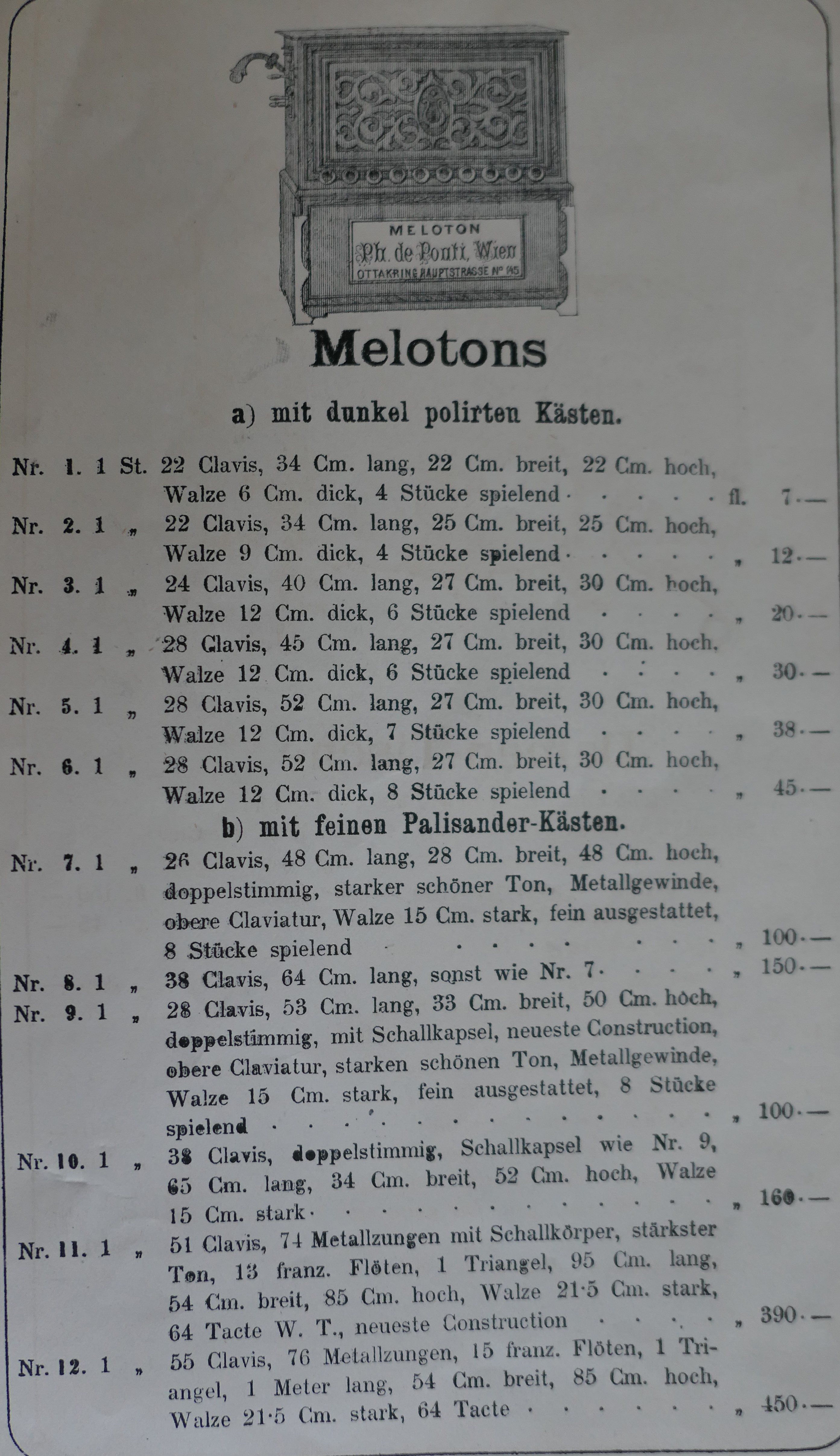
Melotons (Musik-Spielautomaten) Philipp De Ponti (Preisliste 1889) (Bezirksmuseum Ottakring)